# Juan Guillermo Ángel Mejía
Juan Guillermo Ángel Mejía (Pereira, 10 de marzo de 1946) es un político colombiano miembro del Partido Liberal. Fue elegido por elección popular para integrar el Senado de Colombia. Ángel Mejía reemplazó al ministro saliente Jorge Ramón Elías Nader como Presidente del Senado de la República de Colombia en 1994.

## Biografía
Ángel Mejía es ingeniero industrial de la Universidad Tecnológica de Pereira, institución de la cual llegó a ser rector entre 1974 y 1977. Luego de esta primera fase como docente se dedicó a los negocios privados, en los sectores metalúrgico y hotelero, así como en el cultivo de gusanos de seda. En 1983 fue designado alcalde de Pereira, cargo que ejerció hasta 1985; un año después obtuvo su primer cargo de elección popular como concejal de la ciudad y Senador suplente, a nombre del Partido Liberal y gracias al impulso de Óscar Vélez Marulanda "El Plumón", tradicional dirigente de la región. En 1990 es elegido senador principal, siendo reelecto tras la revocatoria en diciembre de 1991, y para un segundo periodo completo en 1994. Gracias a su férrea defensa del presidente César Gaviria adquirió gran notoriedad, y fue elegido presidente del Senado para el periodo 1994-1995, correspondiéndole dar posesión de la presidencia de la República a Ernesto Samper. Aunque aspiraba a convertirse en uno de los principales protagonistas de la contienda presidencial de 1998 su figura se diluyó en medio del Proceso 8000, donde no tuvo mayor protagonismo. Retirado de la política activa, trasladó su residencia al municipio isleño de Providencia, y entre 2002 y 2006 fue Alto Consejero Presidencial para el Desarrollo de San Andrés y Providencia.[cita requerida]
Juan Guillermo Ángel Mejía se desempeñó como último Gerente del Periódico La Tarde, de la ciudad de Pereira. El periódico La Tarde era uno de los periódicos más importantes del Eje Cafetero Colombiano.

## Congresista de Colombia
En las elecciones legislativas de Colombia de 1990, Ángel Mejía fue elegido senador de la república de Colombia. Posteriormente en las elecciones legislativas de Colombia de 1991 y 1994, Ángel Mejía fue reelecto senador de la república de Colombia. 
| Predecesor: Jorge Ramón Elías Nader | Presidente del Senado de la República de Colombia 20 de julio de 1994 - 20 de julio de 1995 | Sucesor: Julio César Guerra Tulena |